# Dicke Mädchen haben schöne Namen
Dicke Mädchen haben schöne Namen ist ein Karnevalslied der Kölner Band Höhner, das im Januar 2001 erschien.

## Entstehung und Veröffentlichung
Das Lied wurde von den Höhner-Mitgliedern Jan-Peter Fröhlich, Henning Krautmacher, Hannes Schöner und Peter Werner-Jates geschrieben und von Thomas Brück produziert.
Dicke Mädchen haben schöne Namen wurde am 8. Januar 2001 bei EMI Music als Single veröffentlicht. Sie erschien als CD-Maxi-Single mit einem Remix und dem Lied Heim jommer nit als B-Seite (Katalognummer: 7243 8 89778 2 1). Am 19. Januar 2001 erschien das Lied als Teil des Studioalbums 2, 3, 4 (Katalognummer: 7243 5 26414 2 0).

## Inhalt
Auf den Text des Refrains wird auch außerhalb des Kölner Karnevals Bezug genommen. Der Comedian David Leukert spielt in Schau Liebling, der Mond nimmt auch zu! auf das Stück an. In Liederbüchern mit kölschem Liedgut gehört es mittlerweile zum Standardrepertoire. 
Vor Baubeginn der Kölner Nord-Süd-Stadtbahn wurden 2006 die Bezeichnungen der drei dafür eingesetzten Tunnelbohrmaschinen bekanntgegeben, die „die dicken Mädchen“ Tosca, Rosa und Carmen benannt wurden.

„Dicke Mädchen haben schöne Namen,

heißen Tosca, Rosa oder Carmen.

Dicke Mädchen machen mich verrückt,

dicke Mädchen hat der Himmel geschickt.“

## Chartplatzierungen
Dicke Mädchen haben schöne Namen stieg am 22. Januar 2001 auf Rang 58 der deutschen Singlecharts ein und erreichte seine beste Platzierung am 5. März 2001 mit Rang 41. Die Single blieb neun Wochen am Stück in den Top 100, letztmals am 19. März 2001.
| ChartsChartplatzierungen | Höchstplatzierung | Wochen |
| ------------------------ | ----------------- | ------ |
| Deutschland (GfK)        | 41 (9 Wo.)        | 9      |